# Triglav
Triglav (pronunțat [ˈtɾiːɡlau̯], în germană Terglau, în italiană Tricorno) este un munte din Slovenia, regiunea Gorenjska, parte a lanțului montan Alpii Iulieni, în apropierea granițelor cu Italia și Austria. Vârful său (2.864 m) reprezintă punctul de maximă altitudine din Slovenia și este cel mai înalt vârf din Alpii Iulieni. Triglav a fost, de asemenea, cel mai înalt vârf din Iugoslavia înainte de declararea independenței Sloveniei în 1991. De asemenea, imaginea muntelui apare pe stema și pe drapelul Sloveniei, ca simbol preeminent al națiunii slovene și este elementul central al Parcului Național Triglav, singurul parc național din Slovenia. Triglav este, dealtfel, singurul munte din lume reprezentat pe un drapel național. O imagine stilizată a celor trei vârfuri ale muntelui având drept fundal un scut se regăsește pe drapelul Sloveniei.

## Denumire
De-a lungul timpului, pentru munte au fost folosite diverse nume. O hartă din 1567 folosea numele latin „Ocra mons”, în timp ce Johann Weikhard von Valvasor îl denumea „Krma” (numele actual al unei văi alpine din vecinătate) în a doua jumătate a secolului al XVII-lea. Potrivit alpinistului și profesorului german Adolf Gstirner, numele „Triglav” a apărut pentru prima dată în sursele scrise ca „Terglau” în 1452, dar sursa originală a fost pierdută. Următoarea apariție cunoscută a numelui „Terglau” este citată de Gstirner și provine dintr-o descriere a graniței din 1573. Formele timpurii ale numelui „Triglav” includ și „Terglau” în 1612, „Terglou” în 1664 și „Terklou” în jurul anilor 1778–89. Numele este derivat din compusul „Tri-golvъ” („trei capete”, adică „trei vârfuri”), care poate fi înțeles literal, deoarece muntele are trei vârfuri, clar vizibile dacă este privit dinspre regiunea slovenă Carniola superioară. Este puțin probabil ca numele să aibă vreo legătură cu zeitatea slavă Triglav, („Cel cu trei capete:129”), zeul suprem al pomeranienilor și probabil al unora dintre slavii polabieni, venerați în Szczecin, Wolin și probabil Brenna (în prezent Brandenburg). În dialectul local, numele se pronunță [tərˈgwɔu̯] (cu accent de a doua silabă, precum Trglov) spre deosebire de exprimarea slovenă „Tríglav”. Cel mai înalt vârf este uneori numit și „Marele Triglav” (în slovenă Veliki Triglav), pentru a-l deosebi de „Micul Triglav” (în slovenă Mali Triglav), vârful de 2.738 m situat imediat către est.

## Istoric
Prima ascensiune înregistrată a muntelui Triglav a fost realizată în 1778, la inițiativa industriașului și naturalistului Sigmund Zois. Potrivit articolului cel mai des citat, publicat în 1821 în ziarul Illyrisches Blatt de către istoricul și geograful Johann Richter, echipa de alpiniști era formată din chirurgul Lovrenz Willomitzer (scris ca „Willonitzer” de Richter), vânătorul de capre Štefan Rožič și minerii Luka Korošec și Matevž Kos. Potrivit unui raport al lui Belsazar Hacquet publicat în lucrarea sa Oryctographia Carniolica, ascensiunea a avut loc spre sfârșitul anului 1778, fiind realizată de către doi vânători de capre, unul fiind Luka Korošec, iar celălalt, unul dintre foștii săi studenți, al cărui nume nu este menționat.

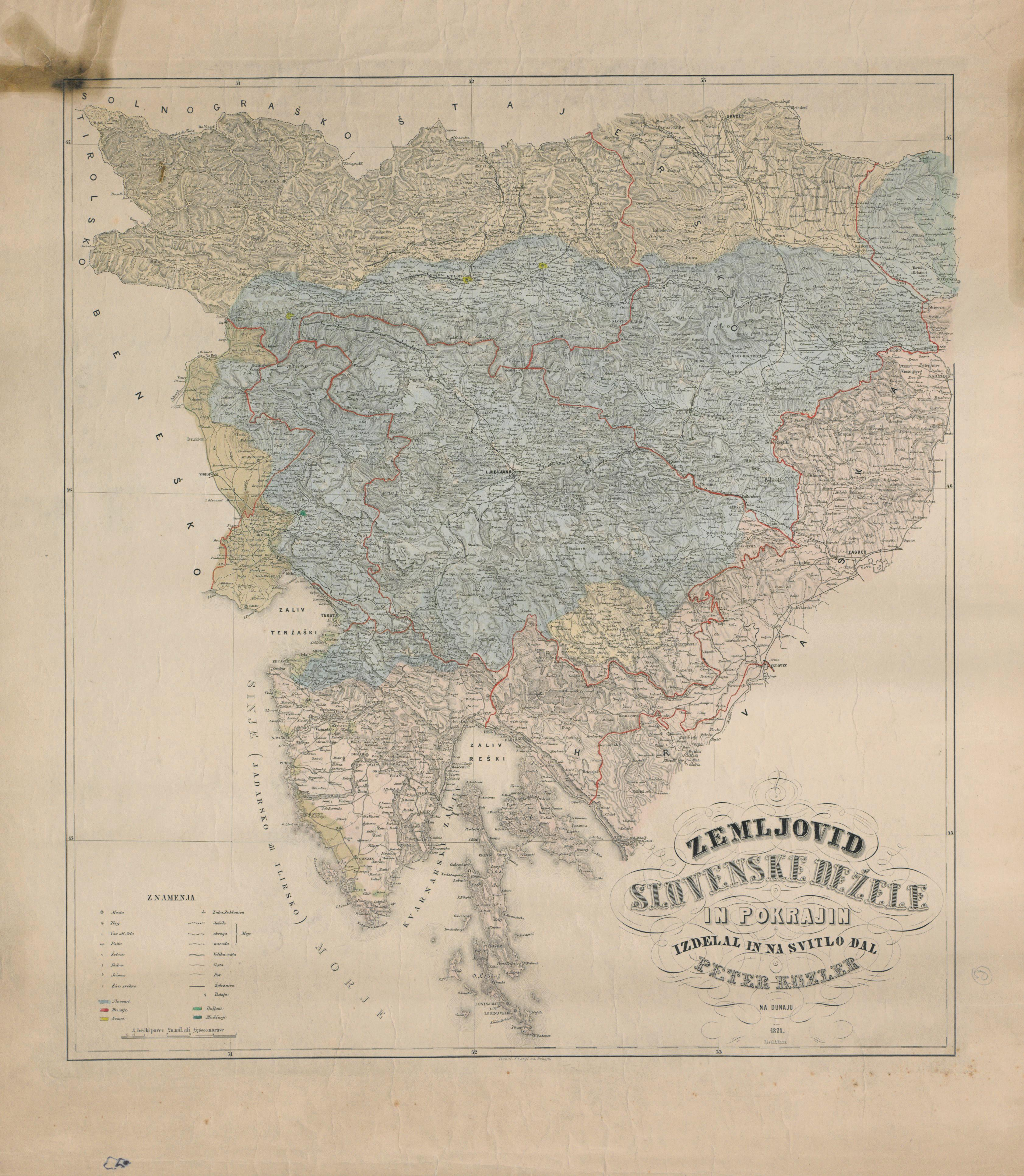
Harta Țării și Provinciilor Slovene (1871)

Înălțimea muntelui Triglav a fost măsurată pentru prima dată pe 23 septembrie 1808 de către Valentin Stanič. Prima mențiune scrisă a muntelui pe o hartă, sub forma Mons Terglou, aparține lui Joannes Disma Floriantschitsch de Grienfeld, astronom, mathematician, geograf și cartograf carniolan, care în 1744 a publicat harta Ducatus Carniolae Tabula Chorographica. Prima hartă pe care numele muntelui apare sub forma Triglav este Zemljovid Slovenske dežele in pokrajin („Harta Țării și Provinciilor Slovene”) a lui Peter Kosler, elaborată între 1848 și 1852 și publicată la Viena în 1861.
În timpul celui de-al Doilea Război Mondial, Triglav a constituit simbolul principal al rezistenței slovene față de armatele fascistă și nazistă. Partizanii sloveni, parte a celei mai eficiente mișcări de rezistență anti-naziste din Europa condusă de comuniștii revoluționari iugoslavi în timpul celui de-al Doilea Război Mondial, au purtat triglavka, o bonetă de forma muntelui Triglav, din 1942 până după 1944
Până în 1991, anul declarării independenței Sloveniei, Triglav a fost cel mai înalt vârf din fosta republică federativă Iugoslavia. Expresia „de la Triglav la Vardar” (un râu din sudul Macedoniei de Nord, de asemenea parte a fostei republici federative) a fost o sinecdocă pentru Iugoslavia, cu referire la două repere proeminente situate la extremele geografice ale țării.

## Geologie
Alpii au apărut ca urmare a orogenezei alpine, eveniment început cu aproximativ 65 de milioane de ani în urmă, spre sfârșitul erei mezozoice. La sfârșitul paleozoicului, în urmă cu aproximativ 250 de milioane de ani, munții hercinici erodați se aflau pe locul unde se află în prezent Alpii. O mare masă de uscat, formată din roci cristaline și cunoscută sub numele de Tyrrhenia, se ridica în zona care în prezent formează bazinul vestic al Mediteranei, în timp ce o mare parte din restul Europei actuale era inundată de o mare vastă. În mezozoic, (cu aproximativ 250 până la 65 de milioane de ani în urmă) Tyrrhenia a fost nivelată lent prin eroziune. Materialele erodate au fost transportate spre sud sub acțiunea apelor curgătoare și depuse pe fundul unui ocean vast, cunoscut sub numele de Marea Tethys, unde au sedimentat, formând în timp straturi orizontale de rocă compuse din calcar, argilă, șisturi și gresie.
Cu aproximativ 44 de milioane de ani în urmă, presiunile tectonice puternice dinspre sud au format mai întâi Pirineii și apoi Alpii, pe măsură ce straturile adânci de rocă sedimentate în Marea Tethys au fost pliate în jurul rocii de bază cristaline și ridicate odată cu aceasta la înălțimi mari. Aceste mișcări tectonice au durat până acum 9 milioane de ani. Tyrrhenia s-a scufundat la începutul cuaternarului, cu aproximativ 2,6 milioane de ani în urmă, dar rămășițe ale masei sale se găsesc încă în vestul Mediteranei. De-a lungul erei cuaternare, forțele erozive au afectat constant blocul enorm de munți proaspăt încrețiți și înălțați, formând contururile generale ale peisajului actual.
Peisajul a fost modelat în continuare în timpul cuaternarului prin glaciațiunea alpină și prin extinderea limbilor de gheață, unele atingând adâncimi de peste 1 kilometru, care au umplut văile și s-au revărsat pe câmpii. Pe vârfurile munților au fost modelate circuri glaciare asemănătoare unui amfiteatru, creste abrupte și vârfuri ascuțite, văile au fost lărgite și adâncite, cascade imense s-au revărsat din văile suspendate la sute de metri deasupra etajelor principale ale văilor, lacuri alungite, cu adâncime mare, au umplut multe dintre văile erodate de gheață, cantități enorme de nisip și pietriș au fost transportate și apoi depuse în urma topirii ghețarilor, iar solul rezultat din alunecările de teren, ca urmare a topirii unei mari părți a gheții, a acoperit, în timp, zonele joase ale văilor. Când gheața din văile principale s-a topit, a reapărut fenomenul de eroziune cauzat de apele curgătoare, atât în văile laterale, cât și în cele transversale. Văile râurilor au fost erodate, fiind coborâte la altitudini joase, mult sub cele ale munților din jur.
În extremitatea estică a Alpilor, în Alpii Iulieni, peisajul muntelui Triglav este reflectat de grupuri masive de calcar cenușiu, creste ascuțite, platouri carstice înalte, văi largi sculptate de ghețari, râpe adânci și ape cristaline. Creată în mediu marin, de-a lungul ecuatorului, roca de bază a muntelui Triglav a fost împinsă câteva mii de kilometri spre nord, ca rezultat al procesului de mișcare a plăcilor tectonice eurasiatică și africană, ceea ce a făcut ca rocile să se ridice, să se plieze, să se rupă, să se miște și să alunece una peste alta, fiind ulterior modelate de forțele de eroziune și preluând treptat formele din prezent.
Precipitațiile care variază de la ploaie la zăpadă și gheață modelează continuu suprafațele calcaroase supraterane și subterane, dizolvând calcarul și creând forme de peisaj asociate topografiei carstice de munte. Deoarece vegetația este rară la cote mai înalte și relieful este golaș, aceste forme carstice sunt mai evidente și mai vizibile la înălțimi mari. Deși creat de apă, zona carstică de mare altitudine este de fapt un deșert uscat, deoarece toată apa lichidă se scurge prin fisuri, în labirintul subteran de cavități și peșteri.
Triglav este o bucată mare de dolomit. Nu se găsesc copaci, plante, sol și nici bolovani pe versanții vârfului, doar întinderi de calcar alb strălucitor.

## Hidrologie

Zonele de formare ale râurilor Sava și Soča
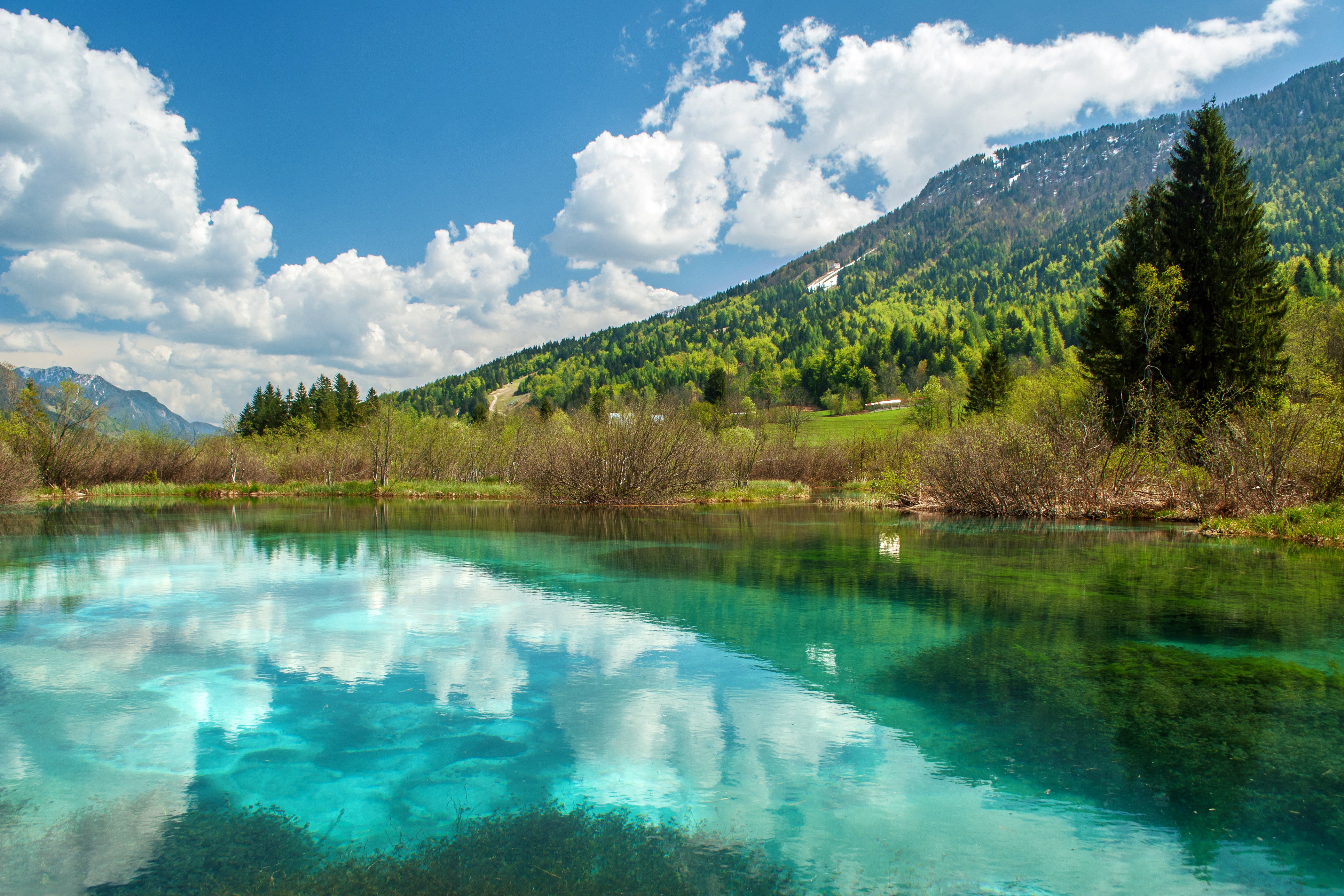
Sava
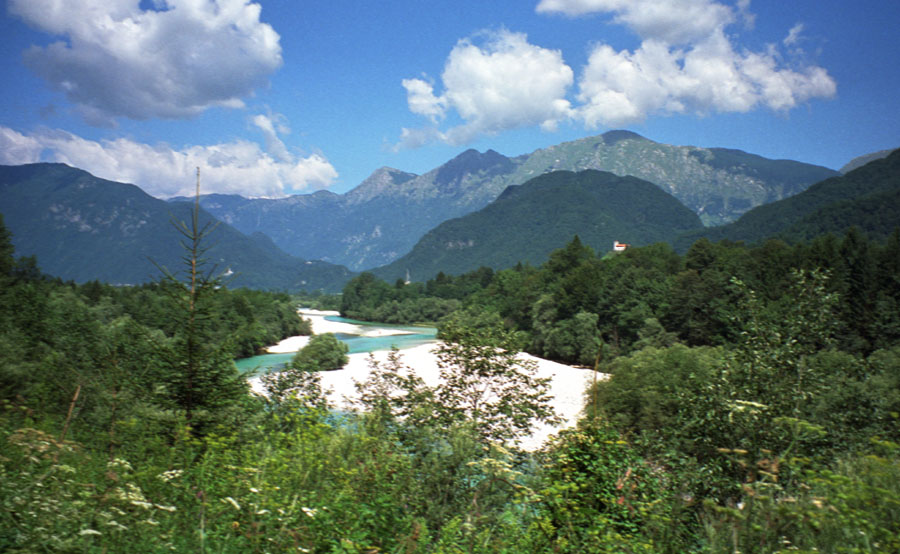
Soča

Zona muntelui Triglav alimentează două bazine hidrografice importante: bazinul râului Sava și bazinul râului Soča. Pe munte s-au format numeroase cascade, cele mai multe dintre ele fiind situate pe valea râului Soča și ale afluenților săi. Cea mai înaltă cascadă este Boka (106 m înălțime și 18 m lățime). Lacurile din parc sunt toate de origine glaciară, precum lacurile Triglav (situate în Valea Lacurilor Triglav), lacul Krn și lacurile Križ inferior și superior. Cel mai mare dintre aceste lacuri glaciare este lacul Bohinj.

## Climă
Muntele Triglav are un climat alpin, cu ierni reci si veri scurte. Temperatura aerului scade odată cu creșterea altitudinii. Expunerea locației este un alt factor climatic important, diferențe majore apărând între văile din partea de vest, care se deschid spre Marea Mediterană și, prin urmare, au o climă mai blândă, și văile din nord-est, care sunt afectate de clima continentală mai aspră. Această diferență este maximă în perioada rece a anului. 
Cele mai ridicate temperaturi medii anuale se înregistrează în luna iulie, iar cele mai scăzute în ianuarie. La altitudini de peste 2.000 de metri, valorile mai ridicate ale temperaturii aerului se înregistrează în august, iar cele mai scăzute în februarie. Valoerile medii ale temperaturii în luna iulie variază de la 20°C (Tolmin) la 5,8°C (Kredarica). Valorile minime ale mediilor lunare ale temperaturii se încadrează între 0,6°C (Tolmin) în ianuarie și -8,7°C în februarie (Kredarica). Cea mai scăzută temperatură din toate timpurile, de -49°C, a fost măsurată în depresiunea carstică Lepa Komna în 2009.
Relieful include numeroase văi și lacuri alpine înconjurate de creste montane, prin urmare protejate de vânt, ceea ce oferă condiții ideale pentru apariția fenomenelor de inversiune termică și de advecție a aerului rece în perioada de iarnă. Bazinele hidrografice ale lacurilor alpine, în formă de bol înconjurat de creste montane care împiedică circulația aerului, sunt deseori acoperite de ceață sau chiar de nori, ceea ce reduce considerabil durata și intensitatea radiației solare.
Zona muntelui abundă în precipitații. Valorile medii anuale ale acestora cresc odată cu altitudinea și depășesc cu mult 1.500 mm. În cea mai mare parte a zonei, mediile anuale depășesc 2.000 mm, cea mai mare valoare măsurată fiind de 2.934 mm (Dom na Komni). În medie, numărul de zile cu precipitații este între 134 (Tolmin) și 175 (Kredarica) (cantitatea minimă de precipitații 0,1 mm). Cu excepția orașului Kredarica, cel mai mare număr de zile cu precipitații se înregistrează toamna (septembrie, octombrie, noiembrie), iar cel mai mic număr de zile cu precipitații se înregistrează în lunile de iarnă (decembrie, ianuarie, februarie), în timp ce vara (iunie, iulie, august) numărul zilelor cu precipitații este mai mare decât primăvara (martie, aprilie, mai) în toată zona, cu excepția zonelor Bovec și Dom na Kredarici. Nu este neobișnuit ca precipitațiile zilnice să depășească 100 mm, cea mai mare cantitate zilnică de precipitații fiind măsurată în Bovec (363 mm).
Frecvența precipitațiilor sub formă de zăpadă depinde de condițiile de temperatură. În medie, Posočje, care se află sub influența brizei marine, înregistrează cele mai puține zile cu unul sau mai mulți centimetri de zăpadă pe an (Tolmin 20 zile și Bovec 65 zile). Numărul de zile cu zăpadă este considerabil mai mare în Posavje, în partea de nord (Rateče 132 de zile și Stara Fužina 110 zile). La Dom na Komni se înregistrează 190 de zile cu ninsoare anual, iar la Kredarica numărul crește la 265. Cea mai mare cantitate măsurată de precipitații sub formă de zăpadă a fost de 690 cm la Kredarica.

## Floră și faună
Studiile sistematice ale plantelor, în special ale speciilor utile din punct de vedere etnobotanic, efectuate de Chandra Prakash Kala și Petra Ratajc pe muntele Triglav, au acoperit diferite microhabitate, altitudini, aspecte și tipuri de teren, fiind identificate peste 59 de specii cu valoare etnobotanică, dintre care 37 de specii (62%) se încadrează în patru mari categorii de plante medicinale. Unele specii importante, precum Aconitum napellus, Cannabis sativa și Taxus baccata sunt protejate, neputând fi culese și utilizate.

Specii de plante endemice de pe muntele Triglav
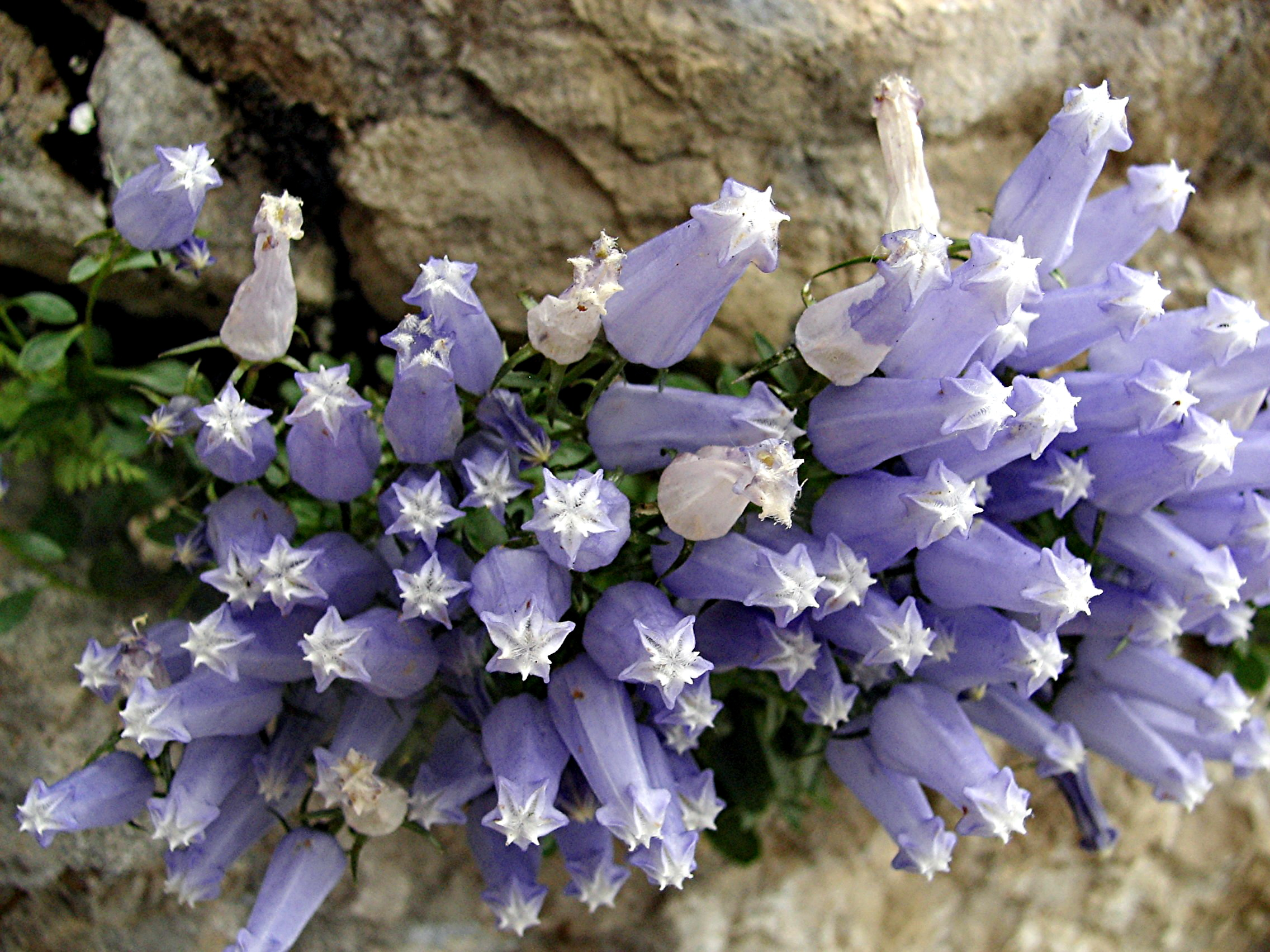
Clopoțelul lui Zois (Campanula zoysii)
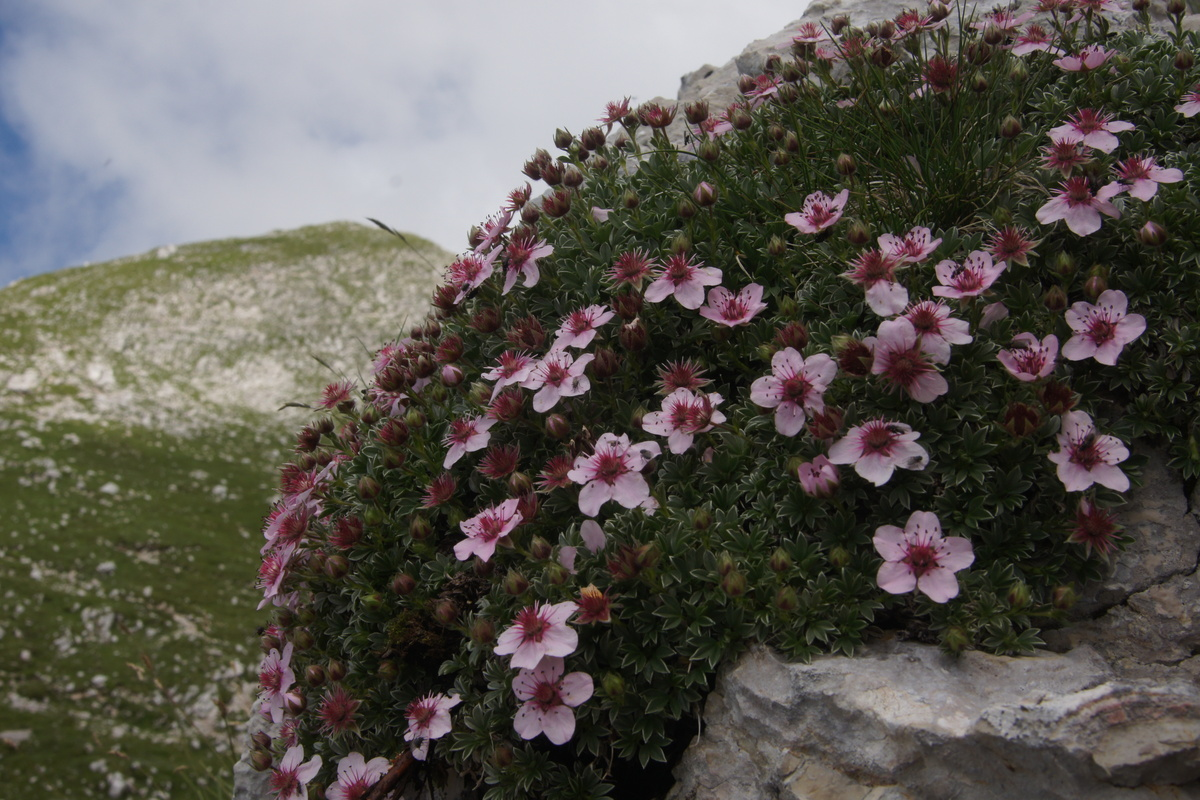
Trandafirul de Triglav (Potentilla nitida)

În zona muntelui Triglav se găsesc 19 specii de plante endemice, specii a căror arie de răspândire este limitată la o anumită zonă, precum Zois' bellflower (Campanula zoysii - „clopoțelul lui Zois”, după numele lui Sigmund Zois) sau Triglav rose (Potentilla nitida - „trandafirul de Triglav”). Vegetația este bogată și diversă, diversitatea speciilor fiind strâns legată de varietatea ecosistemelor prezente. Printre aceste specii se numără Eryngium alpinum (cunoscută și ca „Regina Alpilor”), o specie de bujor de munte (Rhododendron hirsutum), gențiana (Gentiana clusii), floarea de colț (Leontopodium alpinum), linarița de munte (Linaria alpina), crepis (Crepis terglouensis), Eritrichium nanum (cunoscută și ca „Regele Alpilor”). 
Muntele Triglav găzduiește aproximativ 7.000 de specii diferite de animale, variind de la cele microscopice până la mamifere relativ mari, întâlnite atât în apă, cât și pe uscat. Această diversitate remarcabilă este influențată de condițiile climatice diverse, topografia variată, fundațiile geologice și de gama largă de habitate. Fauna include capra ibex (Capra ibex), capra neagră (Rupicapra rupicapra), cerbul (Cervus elaphus), marmota alpină (Marmota marmota), pârșul cenușiu (Glis glis), vulpea (Vulpes vulpes), ursul brun (Ursus arctos), cocoșul de mesteacăn (Tetrao tetrix), cocoșul de munte (Tetrao urogallus), ptarmiganul de stâncă (Lagopus muta), bufnița pigmee eurasiatică (Glaucidium passerinum), ciocănitoarea neagră (Dryocopus martius), mierla de apă (Cinclus cinclus), codobatura de munte (Motacilla cinerea), drepnea alpină (Tachymarptis melba), acvila de munte (Aquila chrysaetos), stăncuța alpină (Pyrrhocorax graculus), pițigoiul de munte (Poecile montanus), fluturașul de stâncă (Tichodroma muraria), păstrăvul marmorat (Salmo marmoratus), croitorul fagului (Rosalia alpina), tricoptera (Trichoptera), vipera comună (Vipera berus), salamandra alpină (Salamandra atra), tritonul alpin (Mesotriton alpestris).

## Parcul Național Triglav
Parcul Național Triglav (în slovenă Triglavski narodni park, TNP) este singurul parc național din Slovenia. A fost înființat în forma sa modernă în 1981 și este situat în partea de nord-vest a țării, respectiv partea de sud-est a munților Alpi. Muntele Triglav, cel mai înalt vârf din Alpii Iulieni, se află aproape în centrul parcului național. De acolo, văile se întind radial, alimentând două sisteme hidrografice importante care își au originea în Alpii Iulieni: râurile Soča și Sava, care curg către Marea Adriatică, respectiv Marea Neagră via fluviul Dunărea.
Propunerea de protejare a zonei văii lacurilor de pe muntele Triglav a fost înaintată pentru prima dată de seismologul Albin Belar în 1906 sau 1908. Inițial, propunerea nu a fost acceptată, deoarece nu exista o bază legală pentru aceasta, iar legile vremii interziceau orice îngrădire a dreptului de acces la pășuni. Baza strategică pentru protejarea zonei, intitulată „Memorandum” (în slovenă Spomenica), care menționa în mod explicit propunerea lui Belar, a fost înaintată Guvernului Provincial al Sloveniei în 1920 și a fost implementată în 1924 când, la inițiativa Secției pentru Protecția Naturii a Societății Muzeale Slovene și Societății Slovene de Alpinism, a fost încheiat un contract de închiriere pe douăzeci de ani pentru zona „Valea Lacurilor Triglav” (aproximativ 14 km2), care urma să devină un Parc alpin de conservare. Numele „Triglavski narodni park” a fost folosit pentru prima dată în 1926 de către Fran Jesenko.

În 1961, zona protejată a fost reînnoită (de data aceasta cu caracter permanent) și oarecum extinsă, cuprinzând în jur de 20 km2. Aria protejată a fost denumită oficial „Parcul Național Triglav”, după muntele Triglav, un simbol al Sloveniei și al caracterului sloven. În cele din urmă, în 1981, Parcul Național Triglav a fost înființat oficial în forma modernă, fiind reamenajat și extins la 838 km2. În 2010, parcul a inclus satul Kneške Ravne (comuna Tolmin), conform dorințelor locuitorilor, astfel că noua suprafață totală a parcului se ridică la 880 km2, reprezentând 4% din suprafața Sloveniei.
Ca arie naturală protejată unică în Alpii sloveni, obiectivele prioritare ale Parcului Național Triglav sunt conservarea moștenirii naturale și culturale, protecția florei și faunei indigene, a ecosistemelor și caracteristicilor naturale.

## Repere

### Turnul Aljaž

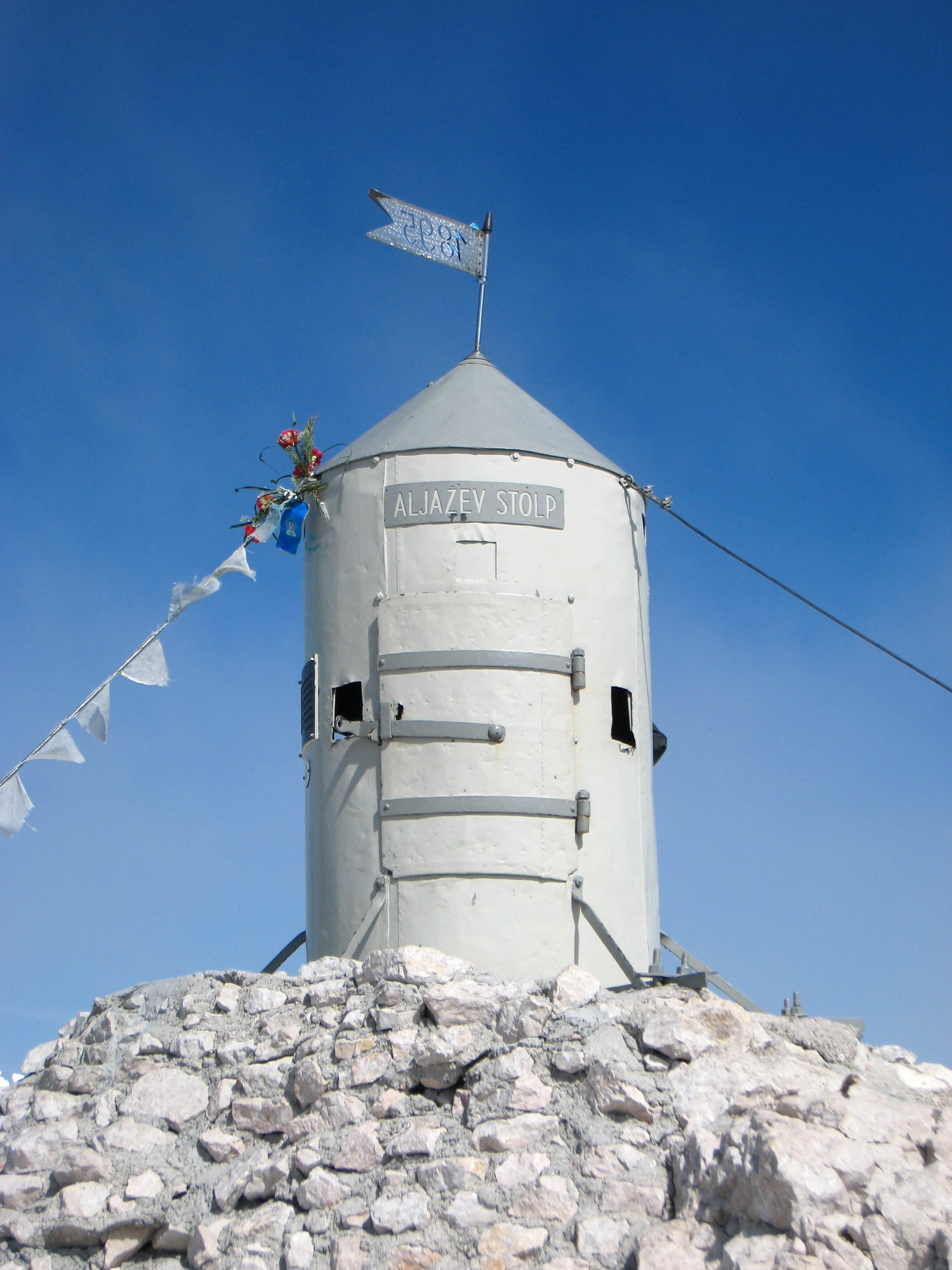

În vârful muntelui se ridică o mică structură metalică, turnul Aljaž (în slovenă Aljažev stolp), cu rol de refugiu pe timp de furtună și punct de triangulație. Alături de Triglav, este, de asemenea, un reper al Sloveniei și un simbol al suveranității teritoriale și naționale slovene. Turnul este numit după preotul, alpinistul și patriotul sloven Jakob Aljaž, care, în iarna anului 1894/1895, a desenat cu o bucată de cretă pe podeaua camerei sale din parohia Dovje, planurile de construcție ale unui turn cu diametrul de 125 cm, înalt de aproximativ doi metri, cu un steag în vârful acoperișului conic. În aprilie același an, el a cumpărat terenul de pe vârful muntelui Triglav pentru suma de un florin, asigurându-și dreptul de a ridica o construcție pe vârful muntelui. Turnul a fost construit din plăci de oțel zincat de către Anton Belec din Šent Vid nad Ljubljano și a fost ridicat în cinci ore, pe 7 august 1895, toate costurile de construcție (300 de guldeni) fiind acoperite de Jakob Aljaž. Inaugurarea a avut loc în aceeași zi. Aljaž a donat turnul Societății Alpine Slovene.
Inițial, în interiorul turnului se găseau trei scaune rotunde cu patru picioare, un registru, un samovar cu spirt și o panoramă a munților din apropiere pictată de Marko Pernhart. De-a lungul timpului, turnul a fost revopsit și renovat de mai multe ori de către Alojz Knafelc și alții. În epoca comunistă, fiind cel mai înalt punct al fostei Republici Socialiste Federative Iugoslavia, a fost vopsit în roșu și împodobit cu o stea roșie. Ulterior, a fost restaurat, recăpătându-și mai mult sau mai puțin aspectul inițial, steaua comunistă fiind îndepărtată cu puțin timp înainte de dizolvarea Iugoslaviei. Odată cu proclamarea independenței Sloveniei în iunie 1991, pe vârful turnului a fost arborat drapelul Sloveniei.

Vechi refugii montane construite de Jakob Aljaž
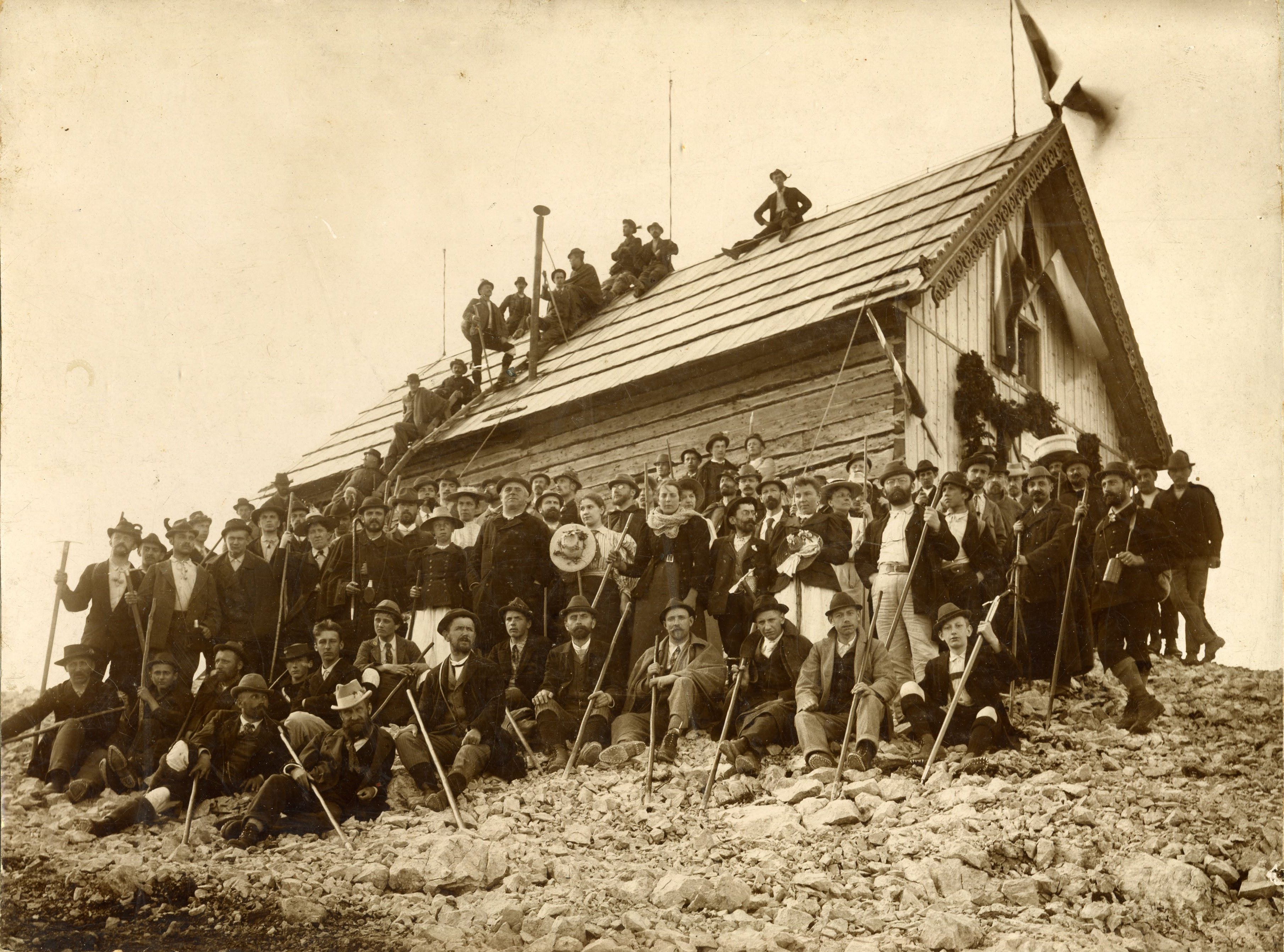
Inaugurarea cabanei Kredarica (1896)
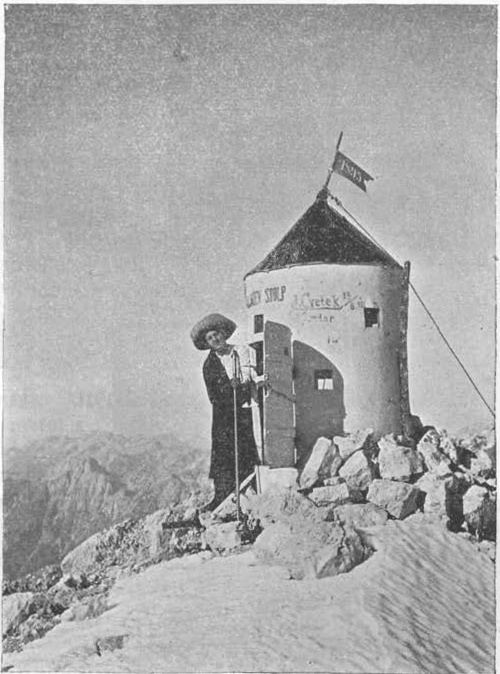
Turnul Aljaž (1911)
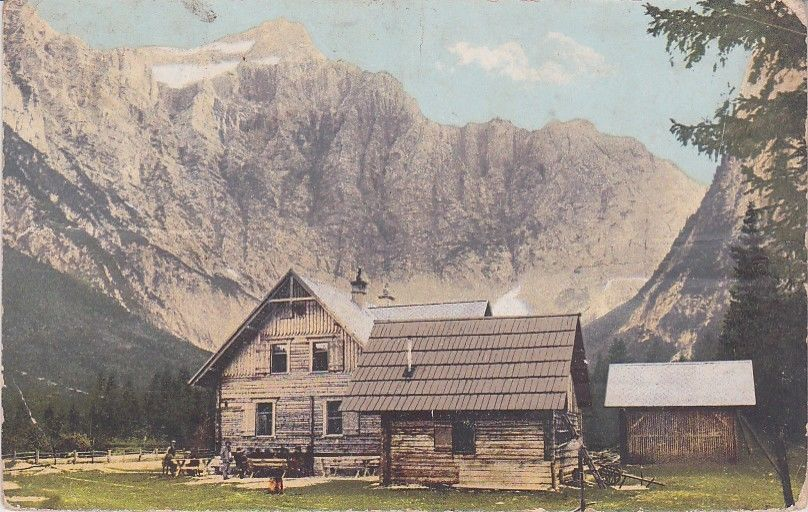
Cabana Vratih (1916)

### Refugiul montan Stanič
În 1895, Jakob Aljaž a comandat construirea unui adăpost, 55 de metri mai jos de vârful Triglav, care poartă numele poetului și alpinistului Valentin Stanič. Adăpostul are dimensiunile de 2,4x2,2x2 m și poate găzdui 8 persoane așezate sau 16 în picioare. Inițial avea și o ușă de lemn, bănci, o masă și un scaun. Importanța sa a scăzut după ce cabana Kredarica a fost ridicată în 1896.

### Ghețarul Triglav

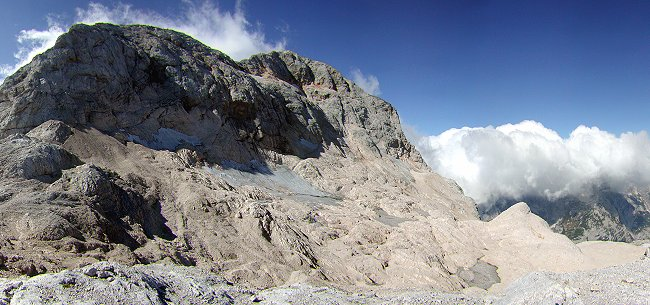
Urmele ghețarului Triglav în 2002

Ghețarul Triglav (în slovenă Triglavski ledenik) este unul dintre cei doi ghețari din Slovenia. Situat în Parcul Național Triglav, pe podișul carstificat (în slovenă Triglavski podi) de pe partea nord-estică a muntelui omonim, ghețarul avea o suprafață de peste 40 ha la sfârșitul secolului al XIX-lea, reducându-se continuu în timp și ajungând în 1946 la o valoare de 14,4 hectare. În 1992, după o contracție suplimentară, s-a scindat în două părți. În 2011, acoperea o suprafață de doar 1–3 hectare, în funcție de sezon, iar până în 2017 ajunsese la mai puțin de 0,4 hectare. Mai mult, crevasele de pe suprafața sa dispăruseră, iar masa de gheață rămasă nu se mai deplasa, astfel încât, începând cu anul 2019, nu a mai putut fi considerat ghețar.

## Semnificație culturală

### Arte

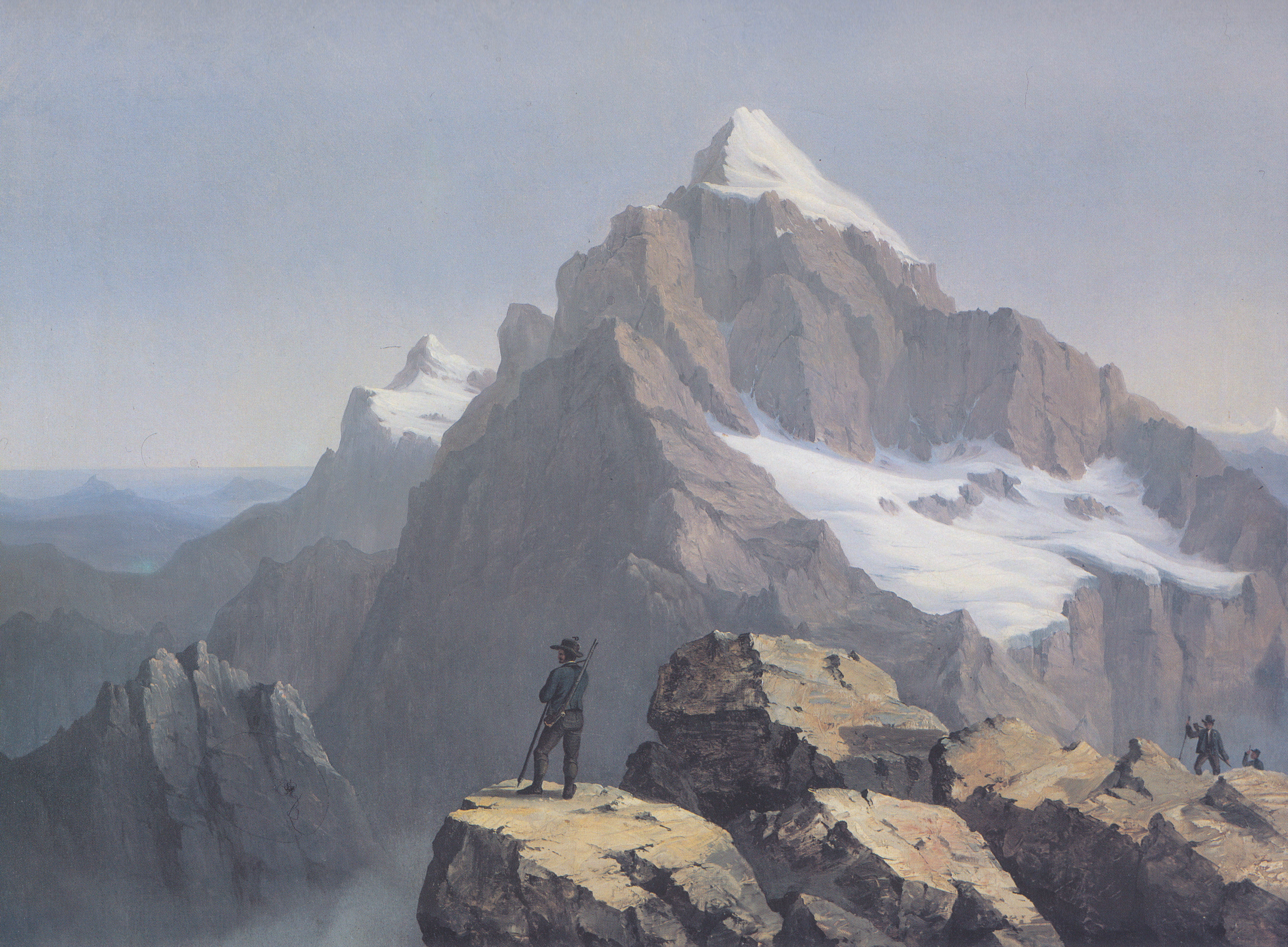
Imagine romantică a muntelui Triglav realizată de pictorul sloven din Carintia Marko Pernhart

Cea mai veche reprezentare cunoscută a muntelui Triglav se găsește pe prima pagină a lucrării „Oryctographia Carniolica”, scrisă de Belsazar Hacquet. Era o gravură pe cupru realizată în 1778 de C. Conti după un desen de Franz Xaver Baraga. Printre artiștii plastici de mai târziu care au reprodus imaginea muntelui Triglav, cei mai cunoscuți sunt Anton Karinger (1829–1870) din Ljubljana, Marko Pernhart (1824–1871) din Klagenfurt, Valentin Hodnik (1896–1935) din Stara Fužina, Edo Deržaj (1904–1980) din Ljubljana și, mai recent, Marjan Zaletel (născut în 1945), care locuiește în Ljubljana.
Printre lucrările muzicale legate de muntele Triglav, un loc aparte îl are poezia „Oh, Triglav, casa mea” (în slovenă Oj, Triglav, moj dom), scrisă în 1894 de preotul și poetul Matija Zemljič și care a devenit rapid foarte populară printre alpiniștii sloveni. În 2007, prima sa strofă, pe o melodie a lui Jakob Aljaž, a devenit imnul oficial al Asociației Alpine din Slovenia. O versiune instrumentală a poeziei, scrisă de Bojan Adamič, face parte din fundalul sonor de început și de sfârșit ale emisiunilor anuale care transmit concursurile de sărituri cu schiurile de la Planica.

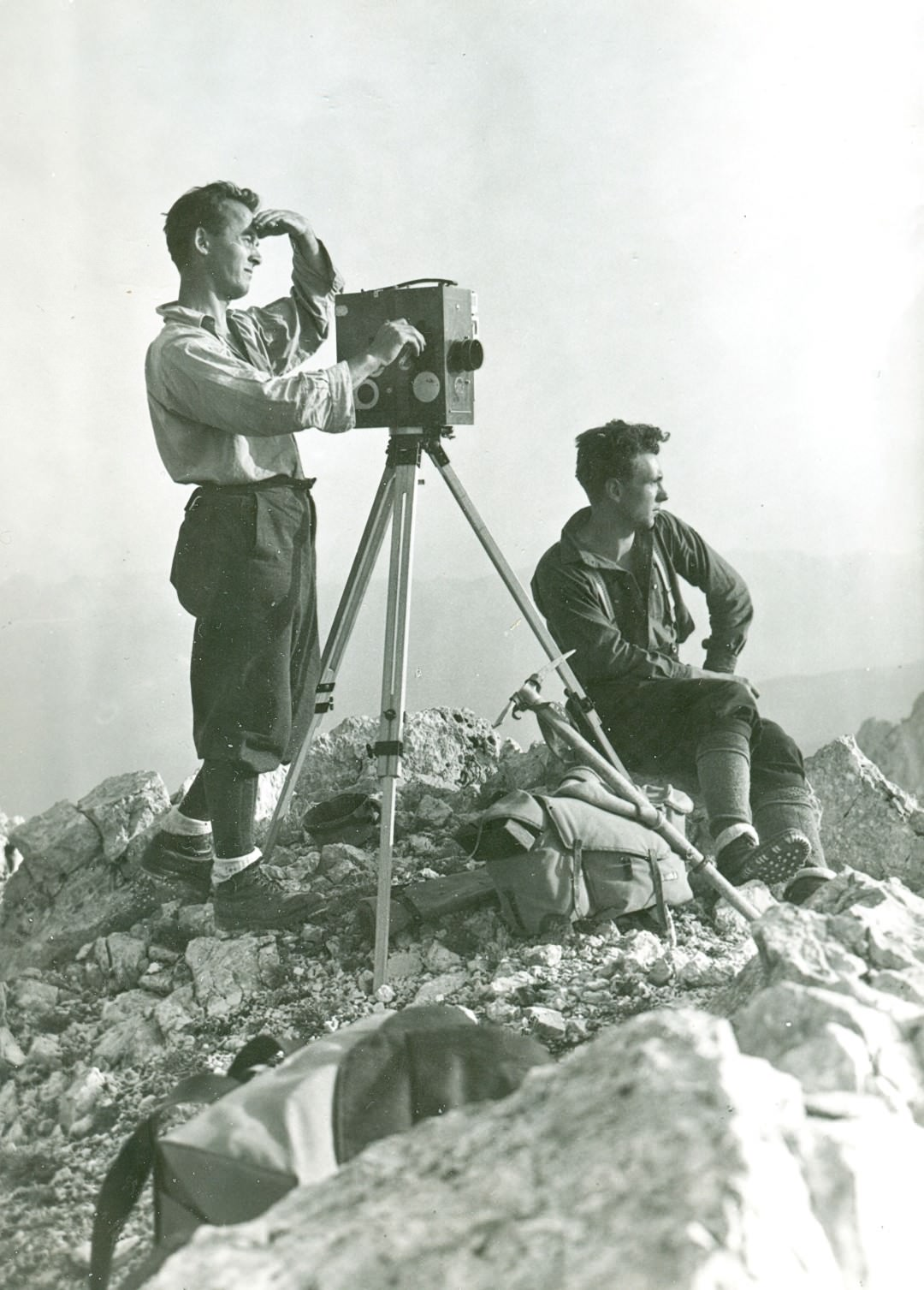
Janko Ravnik, regizorul primului film sloven de lung metraj, în timpul filmărilor pe muntele Triglav

Primul film de lung metraj în limba slovenă, realizat în 1931 de Janko Ravnik și intitulat „În regatul Cornului de Aur” (în slovenă V kraljestvu Zlatoroga), prezintă o ascensiune a unui grup de studenți pe vârful Triglav. Al doilea lungmetraj sloven, din anul următor, s-a intitulat „Pantele muntelui Triglav” (în slovenă Triglavske strmine), a fost regizat de Ferdo Delak și a prezentat o poveste romantică încheiată cu o nuntă organizată pe vârful muntelui Triglav.
După 1968, Triglav a devenit o temă a artiștilor de avangardă. Prima a fost o manifestare a grupului artistic colectiv OHO, numită „Muntele Triglav”, care a avut loc în decembrie 1968 în Piața Congresului din Ljubljana. Înveliți într-o mantie largă de culoare neagră, cei trei artiști și-au aranjat siluetele astfel încât să reproducă conturul stâncos al muntelui Triglav, simbol al identității naționale slovene, având doar capetele neacoperite de mantie. În acest mod, nu numai că au recreat conturul muntelui, dar au creat și o reprezentare literală a vârfului Triglav, care se traduce prin „Trei Capete”. În 2004, grupul IRWIN, alcătuit tot din trei membri, a reprodus spectacolul original OHO, montând spectacolul „Like to Like/Mount Triglav” pe fundalul unor decoruri fotografice impecabile, la scară largă, ale muntelui. În 2007, pe muntele Triglav a avut loc un spectacol artistic denumit „Muntele Triglav pe muntele Triglav” și prezentat de către cei trei artiști contemporani (regizorul Emil Hrvatin, artistul vizual Žiga Kariž și interpretul Davide Grassi) care, în anul 2007, și-au schimbat numele în „Janez Janša”, după numele politicianului sloven de centru-dreapta Janez Janša.

### Simbol național

Stema Sloveniei cu imaginea stilizată a vârfului Triglav

O reprezentare stilizată a formei distinctive a vârfului Triglav este elementul central al stemei Sloveniei, proiectată de sculptorul Marko Pogačnik și este, de asemenea, prezentă pe drapelul Sloveniei. Slovenia este una dintre cele trei țări din Europa (alături de San Marino și Slovacia) și una dintre puținele din lume pe a căror stemă este figurat un munte. În trecut, reproducerea apărea și pe stema fostei Republici Socialiste Slovenia. 
Prima reprezentare a vârfului Triglav ca simbol al slovenilor a aparținut arhitectului Jože Plečnik, care în 1934 l-a alăturat altor simboluri ale națiunilor din Regatul Iugoslaviei expuse pe postamentul statuii Maicii Domnului din fața bisericii parohiale din Bled.
În timpul celui de-al Doilea Război Mondial, desenul stilizat al muntelui Triglav a fost simbolul mișcării de rezistență, Frontul de Eliberare a Națiunii Slovene (în slovenă Osvobodilna fronta slovenskega naroda). Bonetele distinctive cu trei vârfuri purtate de partizanii sloveni în timpul celui de-al Doilea Război Mondial erau cunoscute sub numele de „triglavka”.
Un contur în relief al muntelui este inscripționat pe o față a monedelor euro slovene de 50 de eurocenți. Fostul președinte sloven Milan Kučan a declarat că este datoria oricărui sloven să urce pe muntele Triglav măcar o dată în viață, tradiție care dăinuie de peste un secol.

## Turism montan și activități în aer liber

### Alpinism

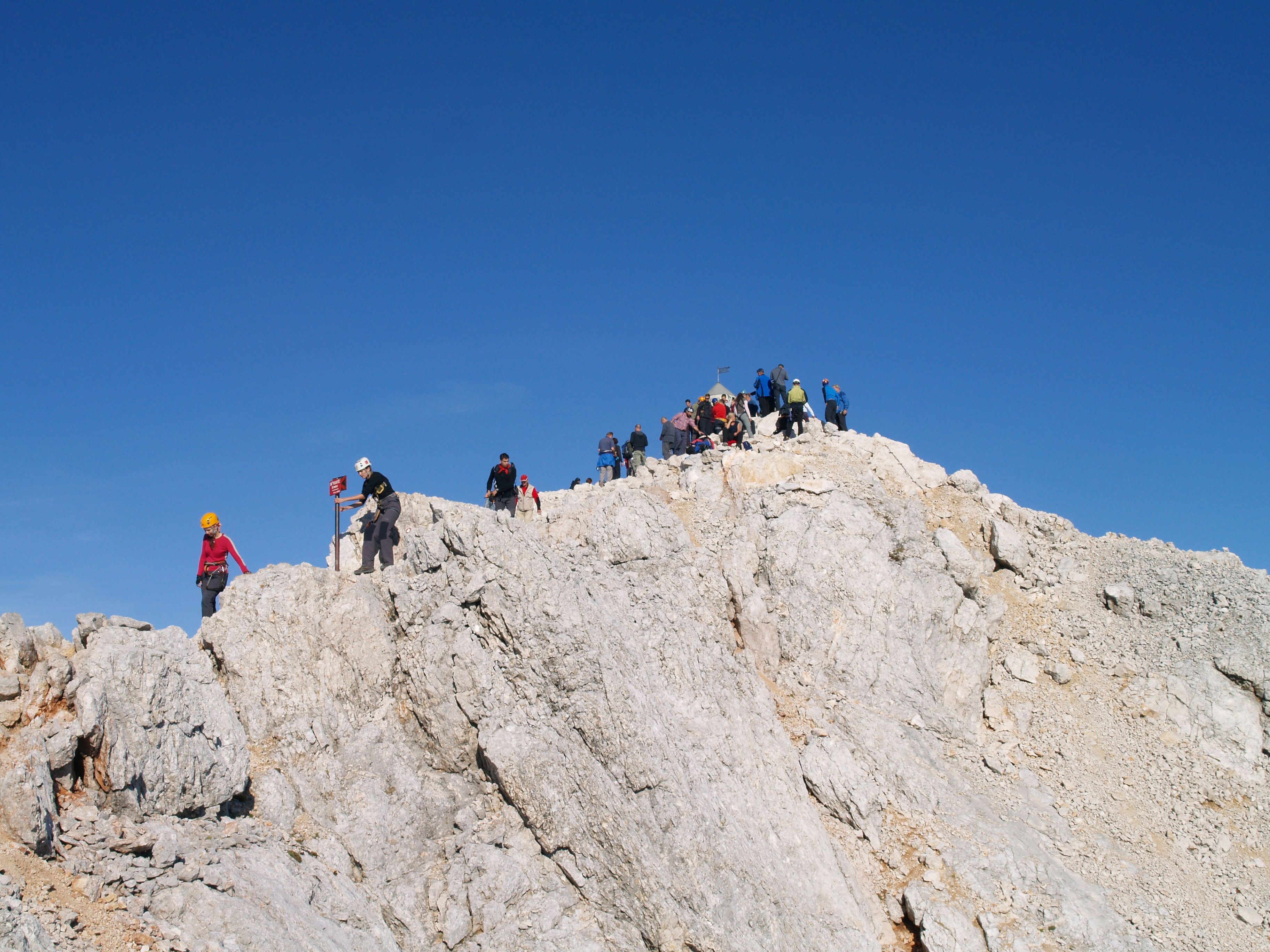
Turiști pe vârful muntelui Triglav

Zona muntelui Triglav este ușor accesibilă dinspre Ljubljana, capitala Sloveniei, aflată la mai puțin de 2 ore distanță de Parcul Național Triglav. Ascensiunea pe muntele Triglav este considerată de nivel mediu de dificultate, întrucât nu necesită cunoștințe tehnice avansate, dar are câteva secțiuni abrupte și expuse în ultima parte, care necesită folosirea unei frânghii sau utilizarea unui traseu prevăzut cu cablu de siguranță („via ferrata”). Muntele Triglav este înconjurat de văi adânci și poate fi abordat prin diferite trasee de alpinism, cele mai multe dintre ele necesitând 2 zile și implicând cazarea la o cabană montană peste noapte. 
Cel mai simplu și popular mod de a escalada muntele Triglav este dinspre valea Krma (12-14 ore), iar cel mai dificil este dinspre valea Vrata (14-16 ore), cu plecare de la cabana Aljazev (1.015 m). Una dintre atracțiile majore ale muntelui Triglav în rândul alpiniștilor este impresionantul său versant nordic, printre cei mai mari din tot lanțul Alpilor estici, pe care slovenii îl numesc „zidul”. Acest imens perete de calcar de 1.000 m înălțime și 4.000 m lățime atrage alpiniști din întreaga lume, oferind peste 120 de trasee de toate nivelurile de dificultate.

### Drumeție
Muntele Triglav este străbătut de numeroase trasee de drumeții ușoare sau dificile, mai scurte sau de lungă distanță. Circuitul Triglav este o drumeție de aproape 50 de kilometri prin inima Parcului Național Triglav, pe poteci pietruite care șerpuiesc prin păduri de fagi și zada, străbătând zone rurale încremenite în timp și chei abrupte, înainte de a urca pe munte, unde lacuri de un albastru smarald și vârfuri de calcar punctează orizontul.
Cel mai lung traseu care include muntele Triglav este Pot Alpe Adria, de 750 km lungime (34 de etape a câte 17 km), care pornește de la poalele muntelui Grossglockner, străbate Austria, Italia și Slovenia și se oprește pe țărmul Mării Adriatice. Alte trasee de lungă distanță sunt Juliana Trail, un traseu circular de 270 + 60 km care înconjoară Parcul Național Triglav trecând prin Slovenia și Italia și Pot miru („drumul păcii”), peste 500 km de-a lungul văilor râurilor Soča și Piave, între Parcul Național Triglav și Trieste, oraș italian pe litoralul Mării Adriatice.

### Sporturi de iarnă
Slovenia are o lungă tradiție în domeniul sporturilor de iarnă, în special schi (de la schi fond la schi alpin și schi nordic) și sărituri cu schiurile. În perioada rece, pe muntele Triglav sunt disponibile numeroase trasee de schi fond, se poate practica coborârea pe schiuri („ski touring”), de diferite grade de dificultate, sau drumeția prin zăpadă folosind tălpici cu crampoane pentru bocanci („snowshoe walking”).

### Alte activități recreative
În afară de alpinism și drumeție, zona muntelui Triglav este un spațiu destinat activităților în aer liber, precum ciclism on-road și off-road [cel mai lung traseu este Juliana Bike, traseu de ciclism pe distanțe lungi (290 km) care urmează traseul de drumeție Juliana Trail și face parte din Traseul Sloven de Ciclism Montan (Slovenske turnokolesarske poti - STKP)], parapantism și sporturi acvatice (înot, canyoning, rafting și scufundări).